# Telmatobufo
Telmatobufo é um gênero de anfíbios da família Calyptocephalellidae.
As seguintes espécies são reconhecidas:
- Telmatobufo australis Formas, 1972
- Telmatobufo bullocki Schmidt, 1952
- Telmatobufo ignotus Cuevas, 2010
- Telmatobufo venustus (Philippi, 1899)